# 蔡元侯
蔡元侯（？—前451年），為春秋諸侯國蔡國君主之一，他為蔡聲侯兒子，承襲蔡聲侯擔任該國君主，在位期間為前456年—前451年，共6年。